# Hatsashen
Hacashen là một đô thị thuộc tỉnh Aragatsotn, Armenia. Dân số ước tính năm 2011 là 366 người.